# Франц Иосия Саксен-Кобург-Заальфельдский
Франц Иосия Саксен-Кобург-Заальфельдский (нем. Franz Josias von Sachsen-Coburg-Saalfeld; 25 сентября 1697, Заальфельд — 16 сентября 1764, Бад-Родах) — герцог Саксен-Кобург-Заальфельдский.

## Биография
Кристиан Эрнст был сыном герцога Саксен-Заальфельдского Иоганна Эрнста и Шарлотты Иоганны Вальдек-Вильдунгенской.
В 1718 году он вступил в имперскую армию и служил в различных частях Священной Римской империи.
После того, как в 1720 году скончались его старшие братья Вильгельм Фридрих и Карл Эрнст, Франц Иосия оказался вторым в линии наследования. Когда в 1724 году его единственный живой старший брат Кристиан Эрнст сочетался неравным браком с дочерью лесничего, то Франц Иосия выступил с претензией на право наследования трона герцогства. Чтобы избежать дрязг и раздела владений, отец решил, что после его смерти братья будут управлять герцогством совместно.
После смерти Иоганна Эрнста в 1729 году Кристиан Эрнст стал править из Заальфельда, а Франц Иосия — из Кобурга, его при этом поддерживала Саксен-Мейнингенская ветвь семьи. Когда в 1745 году скончался, не имея детей, Кристиан Эрнст, Франц Иосия стал полноправным правителем всего герцогства. Ещё в 1733 году он ввёл в герцогстве примогенитуру, однако император подтвердил это лишь в 1747 году.
С 1748 по 2 июня 1755 Франц Иосия был регентом герцогства Саксен-Веймар при малолетнем Эрнсте Августе II.
Похоронен в кобургской церкви Святого Маврикия.

## Семья и дети
2 января 1723 года Франц Иосия женился в Рудольштадте на Анне Софии Шварцбург-Рудольштадтской, дочери Людвига Фридриха I, князя Шварцбург-Рудольштадтского, и младшей сестре Фридриха Антона I, мужа его старшей сестры Софии Вильгельмины. У них было восемь детей:
- Эрнст Фридрих (1724—1800)
- Иоганн Вильгельм (1726—1745)
- Анна София (1727—1728)
- Кристиан Франц (1730—1797), генерал-майор имперской армии
- Шарлотта София (1731—1810)
- Фридерика Магдалена (1733—1734)
- Фридерика Каролина (1735—1791), замужем за Карлом Александром Бранденбург-Ансбахским
- Фридрих Иосия (1737—1815)